# Gezeiten

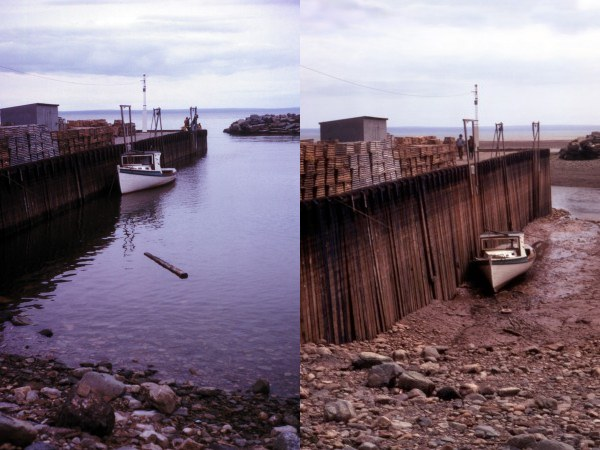
Hoch- und Niedrigwasser an einer Schiffsanlegestelle in der Bay of Fundy

Schematische Darstellung des Auftretens von Spring- und Nipptiden; Trägheiten führen dazu, dass z. B. Springtiden etwas später als bei Voll- und bei Neumond auftreten.

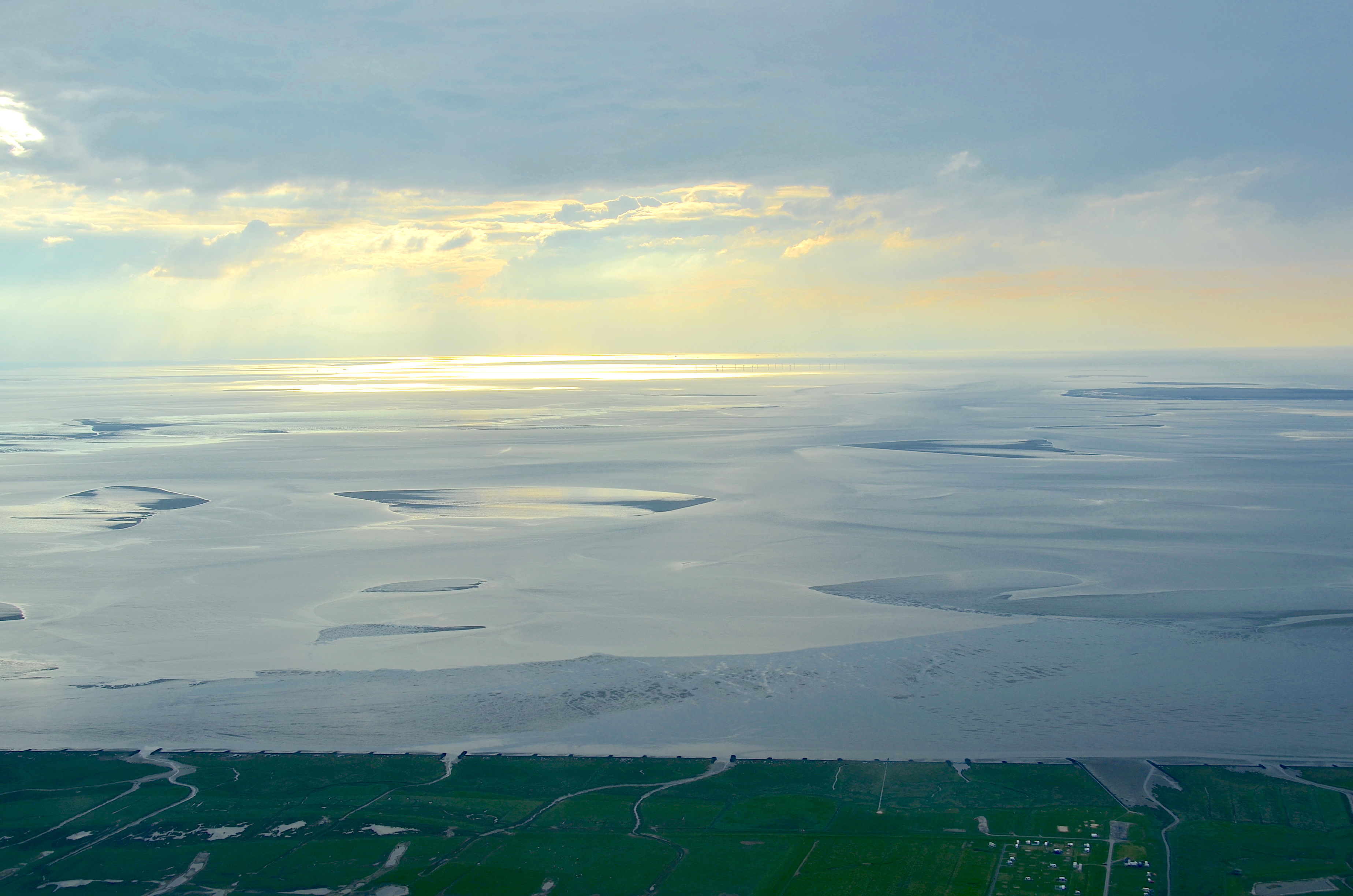
Sandbänke im Tidebereich Nationalpark Niedersächsisches Wattenmeer (2019)

Die Gezeiten oder Tiden (niederdeutsch Tid, Tied [tiːt] „Zeit“; Pl. Tiden, Tieden [tiːdən] „Zeiten“) sind die Wasserbewegungen der Ozeane, die durch die von Mond und Sonne erzeugten Gezeitenkräfte im Zusammenspiel mit der Erddrehung verursacht werden.

## Einfache Erklärung
Die Gezeitenkräfte entstehen dadurch, dass Mond und Sonne trotz ihrer großen Entfernung mit ihrer Anziehungskraft nicht ganz gleichmäßig auf die Erde einwirken, sondern auf der ihnen gerade zugewandten Seite etwas stärker und auf der abgewandten Seite etwas schwächer als im Durchschnitt. Diese Unterschiede wirken im Sinne einer Streckung der Erde nach beiden Seiten, um je ca. 45 cm in und entgegengesetzt zur Mondrichtung und um je ca. 25 cm in und entgegengesetzt zur Sonnenrichtung. An einem festen Ort auf der Erde wird dieser Einfluss mit dem täglichen Umlauf der Sonne ein periodischer Vorgang, der sich jeden Tag zweimal wiederholt. Beim Einfluss des Mondes ist die Periode ca. 20–30 min länger, weil der Mond sich zusätzlich einmal im Monat um die Erde dreht und damit etwas länger von einem Höchststand zum nächsten braucht. Die Wirkungen von Mond und Sonne addieren sich, wobei der Mond den dominierenden Beitrag liefert und die Gesamtwirkung davon abhängt, wie groß der Winkel zwischen Mond- und Sonnenrichtung gerade ist. Mit der um die Erdachse rotierenden Streckung der Erde geht ein periodisches Heben der Erdoberfläche einher, das von der am jeweiligen Ort vertikalen Komponente der Gezeitenkräfte verursacht wird und daher am zugewandten und am abgewandten Punkt am stärksten ist. Dieses Heben und Senken ist auf festem Boden als Erdgezeiten auch messbar. Es ist aber nicht die hauptsächliche Ursache der Tiden des Meeres. Viel stärker wirken sich die Gezeitenströmungen aus, die in der ganzen Tiefe des Ozeans von der horizontalen Komponente der Gezeitenkräfte angeregt werden. Diese Komponente ist am stärksten in zwei Bändern, die sich mit 45° Winkelabstand von den eben genannten Punkten stärkster Hebung und Senkung um die Erde ziehen. Die Gezeitenströmungen werden mit periodisch wechselnder Richtung angetrieben und in ihrer Form stark durch die Corioliskraft und die Kontinente beeinflusst. Sie verursachen an den Küsten periodische Änderungen der Wasserstände, die an vielen Orten mehrere Meter betragen, an anderen Orten aber auch weniger, und gegenüber dem Höchststand des Mondes, abhängig vom Ort, um Stunden verfrüht oder verspätet sind. Diese an sich schon verwickelten Verhältnisse werden zusätzlich durch das Wetter beeinflusst, weil starke Winde oberflächennahe Strömungen anregen, die an den Küsten ebenfalls die Wasserstände um bis zu einige Meter und auch die Eintrittszeiten von Hoch- und Niedrigwasser typischerweise um bis zu ca. ±20 min verändern können.
Bei Voll- und Neumond stehen Sonne und Mond von der Erde aus etwa auf einer geraden Linie, weshalb sich ihre Wirkungen zu einer besonders großen Tide, der Springtide, addieren. Bei Halbmond hingegen stehen Sonne und Mond rechtwinklig zueinander und so ergibt sich eine besonders kleine Tide, die Nipptide. Die Gezeitenkräfte der Sonne betragen zwischen 37 % und 57 % (im Mittel etwa 46 %) derjenigen des Mondes. Besonders große Gezeitenkräfte und Springtiden ergeben sich etwa sechs- oder achtmal im Jahr, wenn der Mond bei Voll- oder Neumond den erdnächsten Punkt seiner Bahn durchläuft, an dem die Ungleichförmigkeit der Anziehung maximal wird. Die größte Springtide ereignet sich, wenn das Ende Dezember/Anfang Januar geschieht, zu einer Zeit, da die Erde sich zusätzlich nahe dem sonnennächsten Punkt ihrer Bahn um die Sonne befindet.
Die Lehre von den maritimen Gezeiten der Erde heißt Gezeitenkunde. Ihre Grundaussagen sind Bestandteil der nautischen Ausbildung.

## Begriffe und Bezeichnungen
- Flut – Zeitraum und Vorgang ansteigenden, „auflaufenden“ Wassers
- Ebbe – Zeitraum und Vorgang sinkenden, „ablaufenden“ Wassers
- Hochwasser (HW) – Zeitpunkt des höchsten Wasserstandes
- Niedrigwasser (NW) – Zeitpunkt des tiefsten Wasserstandes
- Kentern – Zeitpunkt des Wechsels von auflaufendem zu ablaufendem Wasser oder umgekehrt (Beim Kentern der Tide kommt es für kurze Zeit zu einem Stillstand der Gezeitenströmung.)
- Stauwasser – Stillstand der Gezeitenströmung beim Kentern
- Tidenkurve, auch eine Tide[3] – Zeitlicher Verlauf des Wasserstandes zwischen Niedrigwasser, Hochwasser und darauf folgendem Niedrigwasser

### Gezeitenwasserstände

#### Bezogen auf Pegelnullpunkt PNP
| Deutsch                                                            | Abk.     | Englisch                  | Abk. | Bedeutung |
| ------------------------------------------------------------------ | -------- | ------------------------- | ---- | --- |
| Höchstmöglicher Gezeitenwasserstand                                |          | Highest Astronomical Tide | HAT  | Bezug für Durchfahrtshöhe unter Brücken                                                                                               |
| Mittleres Springhochwasser                                         | MSpHW    | Mean High Water Spring    | MHWS | |
| Mittleres Hochwasser, Mittleres Tidenhochwasser                    | MHW MThw | Mean High Water           | MHW  | Definition der Küstenlinie in Land- und Seekarten                                                                                     |
| Mittleres Tidenmittelwasser                                        | MTmw     | Mean Sea Level            | MSL  | |
| Mittelwasser (gezeitenfreie Gewässer, Tidenhub geringer als 30 cm) | MW       | Mean Sea Level            | MSL  | Seekartennull in gezeitenfreien Gewässern (Tidenhub geringer als 30 cm), dort Übereinstimmung der Wassertiefen in See- und Landkarten |
| Mittleres Niedrigwasser, Mittleres Tidenniedrigwasser              | MNW MTnw | Mean Low Water            | MLW  | Wattgrenze in Landkarten |
| Mittleres Springniedrigwasser                                      | MSpNW    | Mean Low Water Spring     | MLWS | früher Nullebene für Wassertiefen (lt. IHO veraltet)                                                                                  |
| Niedrigst möglicher Gezeitenwasserstand                            | NGzW     | Lowest Astronomical Tide  | LAT  | Seekartennull in Gezeitengewässern Nullebene für Wassertiefen in Seekarten Wattgrenze in Seekarten                                    |

Die deutschen Abkürzungen werden in offiziellen Werken der IHO nicht mehr verwendet.
Das Pegelportal der Wasserstraßen- und Schifffahrtsverwaltung des Bundes verwendet für Pegel in der Nordsee außer „MThw“ und „MTnw“ auch die empirischen Werte „HThw“ (Höchstes Tidenhochwasser) und „NTnw“ (Niedrigstes Tidenniedrigwasser), Beispiel Pegel Norderney Riffgat:
- HThw = 906 cm (am 6. Dezember 2013) – Höchstes Tidenhochwasser in einer Zeitspanne (01.11.2005 – 31.10.2015)
- MThw = 622 cm – Mittleres Tidenhochwasser in einer Zeitspanne (01.11.2005 – 31.10.2015)
- MTnw = 375 cm – Mittleres Tidenniedrigwasser in einer Zeitspanne (01.11.2005 – 31.10.2015)
- NTnw = 251 cm (am 13. Dezember 2008) – Niedrigstes Tidenniedrigwasser in einer Zeitspanne (01.11.2005 – 31.10.2015)
- PNP = −5,00 m. ü. NHN – Pegelnullpunkt, Höhenlage des Nullpunktes der Pegellatte bezogen auf ein amtlich festgelegtes Höhensystem (in Deutschland: DHHN92)

Für die Ostsee verwendet das Pegelportal folgende Pegelparameter, erklärt mit Beispielwerten vom Pegel LT Kiel:
- HW = 670 cm (am 1. November 2006) – Hochwasser, höchster Wasserstand in einer Zeitspanne (01.11.2005 – 31.10.2015)
- MHW = 615 cm – Mittleres Hochwasser, mittlerer höchster Wert der Wasserstände in einer Zeitspanne (01.11.2005 – 31.10.2015)
- MW = 501 cm – Mittlerer Wasserstand, Mittelwert der Wasserstände in einer Zeitspanne (01.11.2006 – 31.10.2015)
- MNW = 383 cm – Mittleres Niedrigwasser, mittlerer niedrigster Wert der Wasserstände in einer Zeitspanne (01.11.2005 – 31.10.2015)
- NW = 322 cm (am 1. November 2006) – Niedrigwasser, niedrigster Wasserstand in einer Zeitspanne (01.11.2005 – 31.10.2015)
- PNP = −4,99 m. ü. NHN – Pegelnullpunkt

#### Bezogen auf Seekartennull SKN
- Hochwasserhöhe (HWH) – Wasserstand zum Zeitpunkt HW
- Niedrigwasserhöhe (NWH) – Wasserstand zum Zeitpunkt NW. Aufeinander folgende Hochwasser- und Niedrigwasserhöhen am selben Ort sind im Allgemeinen unterschiedlich, da sich die Stellungen von Mond und Sonne relativ zu diesem Ort ändern.

| Deutsch         | Abk. | Englisch       | Abk. | Bedeutung |
| --------------- | ---- | -------------- | ---- | --- |
| Höhe der Gezeit |      | Height of Tide |      | Gezeitenbedingte Höhe des aktuellen Wasserstandes bezogen auf das örtliche Seekartennull SKN (meistens LAT)                                                                                        |
| Seekartennull   | SKN  | Chart Datum    | CD   | Grundlage für • amtliche Definition der Basislinie • Nullebene für die Messung von Wassertiefen ist bezogen auf • LAT Lowest Astronomical Tide (oder MLLW) • oder auf MSL in tidenfreien Gewässern |

### Gezeitenunterschiede
- Tidenstieg (TS) – Höhenunterschied zwischen Niedrigwasserhöhe NWH und der folgenden Hochwasserhöhe HWH
- Tidenfall (TF) – Höhenunterschied zwischen Hochwasserhöhe HWH und der folgenden Niedrigwasserhöhe NWH
- Tidenhub – Mittelwert aus Tidenstieg und Tidenfall

| Deutsch                  | Abk.  | Englisch                | Abk. | Bedeutung                                                                    |
| ------------------------ | ----- | ----------------------- | ---- | ---------------------------------------------------------------------------- |
| Mittlerer Springtidenhub | MSpTH | Mean Spring Tidal Range |      | Unterschied von Niedrig- und Hochwasser bei Springzeit (Tidenhub am größten) |
| Mittlerer Nipptidenhub   | MNpTH | Mean Neap Tidal Range   |      | Unterschied von Niedrig- und Hochwasser bei Nippzeit (Hub am kleinsten)      |

## Erklärungsgeschichte der Gezeiten
Dass Ebbe und Flut vorwiegend mit dem Mond korreliert sind, dürfte zu den ersten astrophysikalischen Erkenntnissen des Menschen gehören. Denn es ist an den Ozeanküsten unmittelbar zu beobachten, dass der bei Hochwasser sichtbare Mond regelmäßig beim übernächsten Hochwasser wieder fast an gleicher Stelle steht, also während eines seiner scheinbaren Umläufe zwei Tiden auftreten. Es sind auch detailliertere Kenntnisse über den Zusammenhang zwischen Mond und Gezeiten bekannt, einschließlich der langfristigen Periodizität in Abhängigkeit von Mondphasen und Jahreszeiten. Diese Erkenntnisse wurden bereits im alten Indien, bei den Phöniziern und Karern dokumentiert, und waren auch dem Seefahrer und Entdecker Pytheas bekannt.
Der griechische Astronom Seleukos von Seleukia übernahm im zweiten vorchristlichen Jahrhundert das heliozentrische Weltbild des Aristarchos und baute darauf seine Theorie der Gezeiten auf. Ein umfangreiches Werk von Poseidonios aus dem 1. Jahrhundert v. Chr. ist zwar verschollen, aber aus antiken Zitaten lässt sich schließen, dass es die lunisolare Theorie enthielt, also die Erklärung der täglichen und monatlichen Effekte aufgrund gegenseitiger Einwirkung der drei Himmelskörper.
Im 14. Jahrhundert veröffentlicht Jacopo de Dondi (dall’Orologio), Vater des Giovanni de Dondi (dall’Orologio), sein Werk De fluxu et refluxu maris, wohl angeregt durch griechisch-byzantinische Quellen.
Im 16. Jahrhundert gab Andrea Cesalpino in seinem Werk Quaestiones Peripatetica (1571) eine Erklärung der Gezeiten durch die Bewegung der Erde – ähnlich dem Hin- und Herschwappen von Wasser in einem bewegten Eimer. 1590 erklärte Simon Stevin die Anziehung durch den Mond zur Ursache der Gezeiten.
Johannes Kepler skizzierte 1609 im Vorwort seiner Astronomia Nova eine Theorie der Schwere, nach der alle Materie gegenseitig anziehend wirkt, sodass der Mond durch die Anziehung der Ozeane die Gezeiten verursacht. Kepler interpretierte schon qualitativ richtig, warum Ebbe und Flut an verschiedenen Küsten unterschiedlich stark und gegenüber dem Mond unterschiedlich phasenverschoben sind, konnte aber nur eine Tide pro Tag erklären. Galileo Galilei verneinte jeden Einfluss des Mondes und interpretierte 1616 in seinem unveröffentlichten Discorso sopra il Flusso e Reflusso del Mare sowie in seinem Dialogo sopra i due massimi sistemi del mondo (veröffentlicht 1632) die Gezeiten als Folge der Erdrotation kombiniert mit dem Erdumlauf um die Sonne: Von der Sonne aus gesehen bewegt sich die Tagseite der Erde langsamer als die Nachtseite, wodurch sich die Gezeiten, allerdings auch nur einmal täglich, aufgrund der unterschiedlichen Beschleunigungen ergeben sollen. René Descartes gab im 17. Jahrhundert eine Erklärung auf Basis einer Reibung des „Äthers“ zwischen Erde und Mond, die allerdings schnell widerlegt wurde.

Zwei Körper kreisen um ihren gemeinsamen Schwerpunkt

Isaac Newton ging 1687 in seinem Werk Mathematische Prinzipien der Naturlehre von dem Modell eines Zweikörpersystems von Erde und Mond aus, das um den gemeinsamen Schwerpunkt, das Baryzentrum, rotiert. Als Erster konnte er die an verschiedenen Orten der Erde unterschiedlichen Anziehungskräfte von Mond und Sonne und die daraus resultierende Verformung der Meeresoberfläche berechnen, die richtig zu zwei – allerdings viel zu schwach ausgeprägten – Tiden pro Tag führt. Daniel Bernoulli, Leonhard Euler, Pierre-Simon Laplace und Thomas Young erweiterten Newtons Ansatz und fanden heraus, dass die Hebung und Senkung der Wasseroberfläche weniger durch die vertikalen Komponenten der Gezeitenkräfte verursacht wird als durch die Strömungen, die von den horizontalen Komponenten angetrieben werden. Damit bestätigten sie den Ansatz von Cesalpino („Schwappen in einem Gewässerbett“) und Kepler. Dabei entdeckte Euler 1739 die mathematische Herleitung der Phänomene der erzwungenen Schwingungen und der Resonanz, und Young gab 1823 erstmals deren vollständige mathematische Beschreibung an. Die durch Berechnung gewonnenen Vorhersagen der Gezeiten waren allerdings sehr ungenau.
William Thomson ging einen Weg, der ohne eine detaillierte physikalische Erklärung auskam. Er nahm Mitte der 1860er Jahre an, dass sich der Verlauf der Tiden an einem gegebenen Ort als eine Überlagerung unterschiedlicher Sinusschwingungen darstellen lässt. Da Sinusfunktionen sich zeitlich beliebig fortschreiben lassen, erlaubt eine aus Tidenständen der Vergangenheit abgeleitete Kenntnis dieser Sinusschwingungen eine Vorhersage für die Zukunft. William Thomson nutzte die Fourier-Analyse von in regelmäßigen Abständen gemessenen und tabellierten Tidenständen um die zur Vorhersage benötigten Sinusschwingungen zu erhalten. Um den zur Berechnung von Tidentabellen nötigen Aufwand handhabbar zu machen, entwarf er zusammen mit Edward Roberts das mechanische Prinzip einer Gezeitenrechenmaschine. Seine Maschine wurde von Alexander Légé für das von der britische Admiralität betriebene HM Nautical Almanac Office (HMNAO) konstruiert und gebaut. Dieses Gerät wurde vom HMNAO mehrere Jahrzehnte lang betrieben, bis es 1912 durch eine von Rollin Arthur Harris konstruierte Maschine ersetzt wurde. Auch in anderen Ländern wurde in der ersten Hälfte des 20. Jahrhunderts etwa 30 Gezeitenrechenmaschinen von staatlicher Seite betrieben, um der Schifffahrt verlässliche Vorhersagen für den Tidengang zur Verfügung zu stellen. Etwa ab Mitte des Jahrhunderts wurde diese Berechnung auf digitale Computer übertragen. Moderne Computer bewältigen die dafür nötigen Berechnungen in Bruchteilen einer Sekunde. Mechanische Gezeitenrechenmaschinen haben seitdem nur noch den Charakter von Museeumsstücken.
| 1. Jh. v. Chr. | Poseidonios          | Der Mond hat auf die Gezeiten mehr Einfluss als die Sonne                              |
| 1590           | Simon Stevin         | Anziehung des Mondes                                                                   |
| 1609           | Johannes Kepler      | Anziehung durch Gravitation des Mondes                                                 |
| 1616/1632      | Galileo Galilei      | kinematische Gezeitentheorie                                                           |
| 17. Jh.        | René Descartes       | Reibung des „Äthers“ zwischen Erde und Mond                                            |
| 1687           | Isaac Newton         | Berechnung der Anziehungskräfte von Mond und Sonne                                     |
| 1740           | Daniel Bernoulli     | Gleichgewichtstheorie                                                                  |
| 1740           | Leonhard Euler       | erzwungene Schwingung                                                                  |
| 1799           | Pierre-Simon Laplace | dynamische Gezeit                                                                      |
| 1824           | Thomas Young         | Theorie auf Basis der vollständigen Formeln der erzwungenen Schwingung                 |
| 1831           | William Whewell      | Gezeitenwellen                                                                         |
| 1842           | George Biddell Airy  | Theorie auf Basis einfach geformter Becken mit gleichförmiger Tiefe                    |
| ab 1867        | William Thomson      | Fourier-Analyse, Konstruktion einer Gezeitenrechenmaschine zur Vorhersage der Gezeiten |
| 20. Jh.        | Sydney Hough         | dynamische Theorie unter Einbeziehung der Corioliskraft                                |

## Erklärung der Gezeiten
Gezeiten entstehen durch das Zusammenwirken der täglichen Drehung der Erde im (über einen Tag nahezu feststehenden) Gravitationsfeld von Mond und Sonne und der Tatsache, dass dieses Gravitationsfeld nicht überall gleich stark ist, sondern die Erde etwas in die Länge zieht. Die Kräfte, die das verursachen, heißen Gezeitenkräfte. Ein Ort der Erdoberfläche erreicht bei jeder Umdrehung je zweimal einen Punkt mit maximaler und mit minimaler Gezeitenkraft. Die Gezeitenkraft macht zwar weniger als ein Zehnmillionstel der vertikal wirkenden Erdanziehung aus, hat aber fast überall auf der Erde auch eine horizontale Komponente, die eine periodische Störung eines ansonsten stabilen Gleichgewichtszustands darstellt. Auf diese Störung reagieren die Ozeane mit hin und her schwingenden Strömungen, die sich an Küsten durch periodisches Heben und Senken des Meeresspiegels bemerkbar machen. Dabei werden an vielen Orten Höhenunterschiede von deutlich über 1 Meter erreicht.

### Erklärung der Gezeitenkräfte
Ein äußeres Gravitationsfeld ruft an einem Massenpunkt (Masse {\displaystyle m}), der sich am Ort {\displaystyle {\vec {r}}} befindet und ansonsten kräftefrei ist, eine Beschleunigung {\displaystyle {\ddot {\vec {r}}}={\vec {a}}({\vec {r}})} hervor. Betrachtet man eine ausgedehnte Ansammlung von solchen Massenpunkten, dann wird deren Massenmittelpunkt (Ort {\displaystyle {\vec {R}}}) eine bestimmte Beschleunigung {\displaystyle {\ddot {\vec {R}}}} zeigen, als ob die Summe der Gravitationskräfte auf alle Massenpunkte hier auf einen Körper mit der Summe ihrer Massen einwirkte (siehe Schwerpunktsatz).

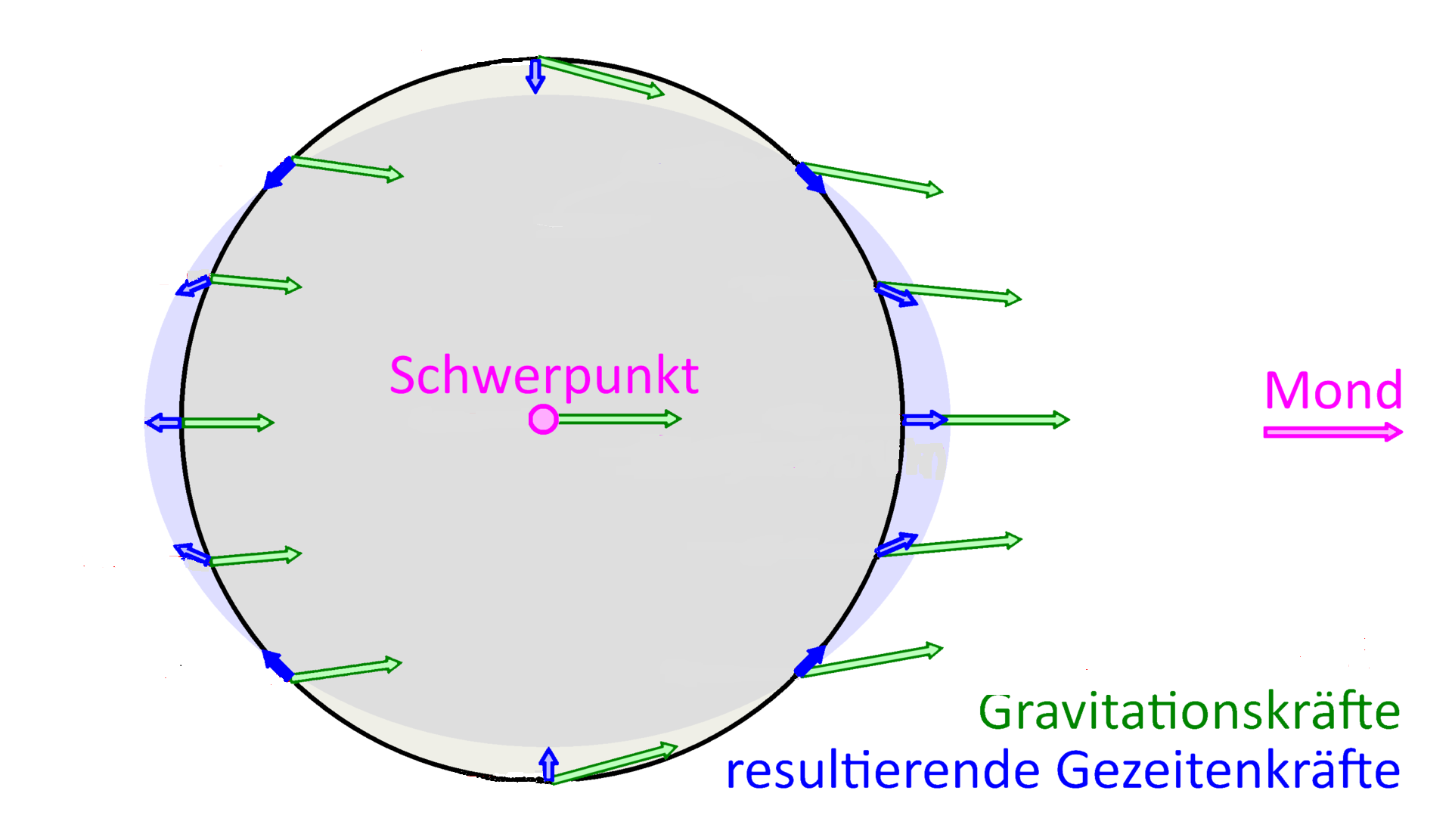
Gezeitenbeschleunigung (blau) durch den Mond für Orte an der Erdoberfläche als Differenz der örtlichen Gravitationsbeschleunigung (grün) und der Beschleunigung des Massenmittelpunkts.

Man bezieht die Gravitationsbeschleunigung eines einzelnen Massenpunkts am Ort {\displaystyle {\vec {r}}} auf die Beschleunigung des Massenmittelpunkts. Die Differenz ist die am Ort {\displaystyle {\vec {r}}} herrschende Gezeitenbeschleunigung:
{\displaystyle {\vec {a}}_{\text{Gez}}({\vec {r}})={\vec {a}}({\vec {r}})-{\ddot {\vec {R}}}}
Die Gezeitenbeschleunigung zeigt sich direkt in der Beschleunigung der Bewegung des (ansonsten kräftefreien) Massenpunkts relativ zum Massenmittelpunkt. Im Bezugssystem, in dem der Massenmittelpunkt ruht, verhält jeder Massenpunkt sich so, als ob auf ihn die Gezeitenkraft
{\displaystyle {\vec {F}}_{\text{Gez}}({\vec {r}})=m\;{\vec {a}}_{\text{Gez}}({\vec {r}})}
wirkt. Alternativ zu dieser Herleitung kann man explizit eine Transformation des Bezugssystems von einem Inertialsystem in das Ruhesystem des Massenmittelpunkts der Wolke vornehmen. Dies Bezugssystem ist mit {\displaystyle {\ddot {\vec {R}}}} beschleunigt, daher wirkt in ihm eine überall gleiche Trägheitskraft {\displaystyle {\vec {F}}_{\text{Träg}}({\vec {r}})=-m\;{\ddot {\vec {R}}}}, die man zu der äußeren Kraft {\displaystyle {\vec {F}}({\vec {r}})=m\;{\vec {a}}({\vec {r}})} zu addieren hat. Das Ergebnis für die Gezeitenkraft – das ist die in diesem Bezugssystem wirksame Kraft – ist das gleiche.
Dieselbe Gezeitenkraft wirkt auch, wenn die Massenpunkte, aus denen der betrachtete Himmelskörper besteht, weitere Kräfte spüren, z. B. gegenseitige Gravitation, Kohäsion etc., oder auch ein weiteres äußeres Kraftfeld. Nur zeigt sich die Gezeitenkraft dann nicht unmittelbar in der beschleunigten Bewegung eines Massenpunkts, sondern nur in der Summe mit den anderen auf den Massenpunkt wirkenden Kräften.
Diese Herleitung von Gezeitenbeschleunigung und Gezeitenkraft auf einem Himmelskörper gilt unabhängig von Annahmen über dessen Bahn oder Bewegungszustand (z. B. ob hyperbolisch wie bei Kometen, elliptisch wie bei Planeten, ob mit oder ohne Eigenrotation). Die in vielen Lehrbüchern getroffenen Annahmen etwa über dessen kreisförmige Bewegung und die zugehörigen Zentrifugalkräfte (diese Annahmen sind übrigens nur für eine gleichförmige Kreisbewegung exakt) dienen dort lediglich dazu, die Beschleunigung des Massenmittelpunktes {\displaystyle {\ddot {\vec {R}}}} zu ermitteln, die in der obigen Herleitung einfach aus dem Schwerpunktsatz entnommen wurde.
Die von einem Himmelskörper auf der Erde hervorgerufene Gezeitenkraft ist am stärksten an den beiden entgegengesetzt liegenden Punkten der Erdoberfläche, die den kleinsten bzw. größten Abstand zum Himmelskörper haben. Sie weist dort vertikal nach außen, also beim Punkt des kleinsten Abstands direkt auf den Himmelskörper zu, beim Punkt des größten Abstands direkt von ihm weg. Am kleinsten ist die Gezeitenkraft auf dem Kreis auf der Erdoberfläche, der den gleichen Abstand vom Himmelskörper hat wie der Massenmittelpunkt der Erde. Bei großem Abstand des Himmelskörpers liegt dieser Kreis genau in der Mitte zwischen den beiden genannten Punkten des kleinsten und größten Abstands, wie der Äquator zwischen den Polen. Auf diesem Kreis weist die Gravitationskraft vertikal nach innen. In den mittleren Bereichen hat die Gezeitenkraft eine parallele Komponente zur Erdoberfläche und kann daher im Ozean effizient Strömungen antreiben, zumal sie nicht nur auf das Wasser an der Oberfläche wirkt, sondern praktisch unvermindert bis in die größten Tiefen.

### Warum zieht das Gravitationsfeld der Sonne die Erde etwas in die Länge?
Für eine einfache Erklärung betrachte man wie eben anstelle der festen Erde eine fiktive kugelförmige Wolke kleiner Teilchen, die gemeinsam die Sonne umkreisen, aber keinerlei Kräfte aufeinander ausüben (auch keine Schwerkraft). Alle Teilchen bewegen sich (zunächst) mit derselben Winkelgeschwindigkeit {\displaystyle \omega } um die Sonne, teils etwas näher, teils etwas weiter von ihr entfernt als der mittlere Abstand  {\displaystyle R}. Dann liefert die gesamte Gravitationskraft, die die Sonne auf die Teilchen ausübt, am Ort des Massenmittelpunkts der Wolke genau die Zentripetalbeschleunigung {\displaystyle \omega ^{2}R}, die zur Fortführung von dessen Kreisbewegung nötig ist (siehe Schwerpunktsatz). Die Teilchen, die näher an der Sonne sind, brauchen für ihre Kreisbahn bei gleicher Winkelgeschwindigkeit eine kleinere Zentripetalbeschleunigung als der Massenmittelpunkt, spüren aber eine stärkere Anziehungskraft der Sonne. Daher wird ihre Bahn stärker zur Sonne hin gekrümmt und sie entfernen sich vom Mittelpunkt der Wolke. Umgekehrt spüren die Teilchen mit größerem Abstand als {\displaystyle R} eine geringere Anziehungskraft der Sonne und können von dieser nicht auf einer Kreisbahn gehalten werden. Diese Teilchen werden sich also nach außen beschleunigt vom Mittelpunkt entfernen. Ergebnis: die Wolke wird längs der Linie zur Sonne nach beiden Richtungen auseinandergezogen. Bei Kometen, die einem Planeten zu nahe kommen, hat man diesen „Gezeitenaufbruch“ schon beobachtet (siehe Shoemaker-Levy 9). Nun ist die Erde zwar keine Wolke nicht wechselwirkender Teilchen, aber die Gezeitenkräfte sind die gleichen. Als ein fester Körper mit gewisser Elastizität verformt die Erde sich, und zwar (durch Sonne und Mond zusammen) um ±30 bis ±60 cm (siehe Erdgezeiten), während in den beweglichen Luft- und Wassermassen von Atmosphäre und Ozeanen zusätzlich Strömungen erzeugt werden.

## Berechnung von Gezeitenbeschleunigungen
Gezeitenbeschleunigungen sind Beschleunigungsdifferenzen zwischen verschiedenen Punkten eines äußeren Feldes. Das äußere Feld ist stets eine Überlagerung von Zentralfeldern, hier hauptsächlich von Sonne und Mond. Am einfachsten ist der Fall eines Zentralfeldes, also von Sonne oder Mond. Die Beschleunigungen werden anhand einer Testmasse ermittelt, die einmal an den Ort des Massenmittelpunkts der Erde und einmal an den interessierenden Ort gesetzt wird. Die Beschleunigung am Massenmittelpunkt ist gleich der Beschleunigung einer starren Erde. Der andere Ort der Testmasse kann irgendwo in der Erde liegen, z. B. in der beweglichen Hydrosphäre.
{\displaystyle a(r)={\frac {GM}{r^{2}}}}
ist der durch das Newtonsche Gravitationsgesetz gegebene Betrag der Beschleunigung im Gravitationsfeld des anderen Himmelskörpers (Sonne oder Mond). Darin ist {\displaystyle r} der Abstand der Testmasse von der verursachenden Masse {\displaystyle M} und {\displaystyle G} die Gravitationskonstante. Für Punkte auf der Verbindungslinie vom Massenmittelpunkt der Erde zum Himmelskörper sind die Beschleunigungen parallel, daher ist die maximale und die minimale Gezeitenbeschleunigung einfach durch die Differenz der Beträge an den Stellen {\displaystyle R} und {\displaystyle R\pm r_{0}} zu berechnen ({\displaystyle r_{0}} für den mittleren Erdradius):
{\displaystyle a_{\text{Gez}}(\pm r_{0})=a(R\pm r_{0})-a(R)\ \approx \ -{\frac {2GM}{R^{3}}}\;\cdot (\pm r_{0})}.
Mit {\displaystyle r_{0}=6{,}371\cdot 10^{6}\,{\text{m}}} und den Werten für den Mond, {\displaystyle GM=4{,}90\cdot 10^{12}\,{\text{m}}^{3}/{\text{s}}^{2}} und {\displaystyle R=3{,}84\cdot 10^{8}\,{\text{m}}}, ergibt sich
{\displaystyle a_{\text{Gez}}(+r_{0})=-1{,}07\,10^{-6}{\text{m/s}}^{2}} und
{\displaystyle a_{\text{Gez}}(-r_{0})=+1{,}13\,10^{-6}{\text{m/s}}^{2}}.
Das ist etwa ein Dreißigstel der Beschleunigung der Erde zum Mond hin. Die Fallbeschleunigung auf der Erde, 9,81 m/s2, ist etwa 107-fach größer.

### Vertikal- und Horizontalkomponenten der Gezeitenbeschleunigung
Für die Vertikal- und die Horizontalkomponente der Gezeitenbeschleunigung an einem beliebigen Ort der Erdoberfläche, der vom Erdmittelpunkt aus gesehen um den Winkel {\displaystyle \theta } von der Richtung Erde→Mond abweicht, gilt
{\displaystyle a_{\text{v}}=-{\frac {G\cdot M\cdot r_{0}}{R^{3}}}(3\cdot \cos ^{2}\,\theta -1)} für die Vertikalkomponente und
{\displaystyle a_{\text{h}}={\frac {3}{2}}\cdot {\frac {G\cdot M\cdot r_{0}}{R^{3}}}\cdot \sin \,2\theta } für die Horizontalkomponente der Gezeitenbeschleunigung.
Die Grafik rechts zeigt die Zerlegung Gezeitenbeschleunigung in Komponenten senkrecht und parallel zur Erdoberfläche.

Zerlegung der örtlich verschiedenen Werte der vom Mond verursachten Gezeitenbeschleunigung (bzw. der Gezeitenkraft, siehe obige Grafik) in Komponenten.
Pfeil “1”: Richtung zum Mond und Rotationssymmetrieachse

Rechenbeispiel – Beschleunigung der Erde und Gezeitenbeschleunigung auf ihrer Oberfläche durch die Sonne
Mit den Konstanten
{\displaystyle {\text{M}}=1{,}989\cdot 10^{30}\,{\text{kg}}} für die Masse der Sonne, und
{\displaystyle {\text{R}}=1{,}496\cdot 10^{11}\,{\text{m}}} für die Entfernung von der Sonne,
ergibt sich
{\displaystyle a_{\text{m}}=5{,}928\cdot 10^{-3}\,{\text{m}}/{\text{s}}^{\text{2}}}
für die von der Sonne herrührende Gravitationsbeschleunigung der Erde sowie
{\displaystyle a_{\text{g}}\approx \mp \ 5{,}048\cdot 10^{-7}\,{\text{m}}/{\text{s}}^{\text{2}}}
für die Gezeitenbeschleunigung.
Die Gezeitenbeschleunigung variiert mit der dritten Potenz des Abstandes vom Gravitationszentrum und fällt damit schneller ab als die quadratisch variierende Gravitationsbeschleunigung. Obwohl die Sonne am Ort der Erde eine fast 180-fach stärkere Gravitationsbeschleunigung erzeugt als der Mond, erreicht die von ihr verursachte Gezeitenbeschleunigung nur 46 % der durch den Mond verursachten.

### Überlagerung der vom Mond und von der Sonne verursachten Gezeitenkräfte
Die von Mond und Sonne verursachten Gezeitenkräfte addieren sich. Die stärkste Gesamtkraft ergibt sich, wenn Sonne, Erde und Mond auf einer Linie liegen, was bei Voll- und Neumond mit einer Periode von etwa 14¾ Tagen näherungsweise eintritt. Dann heben sie den Wasserspiegel des Ozeans bei Hochwasser etwa ¾ Meter (etwa ½ Meter durch den Mond und etwa ¼ Meter durch die Sonne) an.
Berechnungen
| Objekt | Masse                 | Abstand zur Erde       | Abstand zur Erde      | Abstand zur Erde       |
| Objekt | Masse                 | Periapsis              | Mittel                | Apoapsis               |
| ------ | --------------------- | ---------------------- | --------------------- | ---------------------- |
| Mond   | m☾ = 7,346 · 1022 kg  | s☾p = 363300 km        | s☾ = 384400 km        | s☾a = 405500 km        |
| Sonne  | m☉ = 1,9884 · 1030 kg | s☉p = 147,100 · 106 km | s☉ = 149,598 · 106 km | s☉a = 152,096 · 106 km |

Die Gezeitenkräfte rechnen sich zu m/s3, normiert auf m☾/s☾3 betragen sie:
| Objekt | Relative Stärke (m/s3) / (m☾/s☾3) | Relative Stärke (m/s3) / (m☾/s☾3) | Relative Stärke (m/s3) / (m☾/s☾3) |
| Objekt | Periapsis                         | Mittel                            | Apoapsis                          |
| ------ | --------------------------------- | --------------------------------- | --------------------------------- |
| Mond   | n☾p = 1,185                       | n☾ = 1                            | n☾a = 0,852                       |
| Sonne  | n☉p = 0,483                       | n☉ = 0,459                        | n☉a = 0,437                       |

In allen Fällen ist die Tide des Mondes die dominierende Tide.
Nipp- und Springtiden liegen damit zwischen
| Tide       | Min               | Mittel          | Max               |
| ---------- | ----------------- | --------------- | ----------------- |
| Nipptide   | n☾a − n☉p = 0,369 | n☾ − n☉ = 0,548 | n☾p − n☉a = 0,748 |
| Springtide | n☾a + n☉a = 1,289 | n☾ + n☉ = 1,459 | n☾p + n☉p = 1,668 |

Die Verhältnisse zwischen Spring- und Nipptide liegen bei 1,72 (naher Mond, ferne Sonne) und 4,52 (ferner Mond, nahe Sonne), im Mittel bei 2,7.
Mittlere Periodendauer
Die Mondtide ist dominierend, d. h. ihre Amplitude ist immer größer als die Amplitude aller anderen Effekte. Daher ist sie allein für die mittlere Periodendauer der Tiden verantwortlich.
- Siderischer Tag:  t1 = 23 Stunden 56 Minuten 4,0905 Sekunden = 23,9344696 Stunden
- Siderischer Monat:  t2 = 27,321661 Tage = 655,719864 Stunden
- 1 / (1/t1 − 1/t2) = 24,8411997 Stunden = 24 Stunden 50 Minuten 28,32 Sekunden

Änderungen der Mondbahn und der Tageslänge verändern die Periodendauer. Bei gebundener Rotation mit t1 = t2 verschwindet die Tide.

## Die periodische Wasserbewegung in den Ozeanen
Wenn der Ozean die ganze Erde bedecken würde, würden bei der täglichen Drehung der Erde die Wasserberge und -täler auf der Erde umlaufen. Durch die Kontinente ist der Ozean in mehrere mehr oder weniger geschlossene Becken aufgeteilt, an deren Rändern das anströmende Wasser nicht nur aufgehalten, sondern auch reflektiert wird. Eine Wasserwelle läuft zurück und wird am gegenüberliegenden Rand erneut reflektiert. Das Wasser schwappt mit etwa 12½-stündiger Periode in den Ozeanbecken hin und her, wobei sich durch die Erddrehung kreisförmig umlaufende Wellen herausbilden. Bei Resonanz zwischen der Wellenausbreitung und dem von der Erddrehung verursachten Wechsel der Gezeitenkräfte kann sich die Wellenamplitude stark vergrößern.

### Dynamische Gezeitentheorie

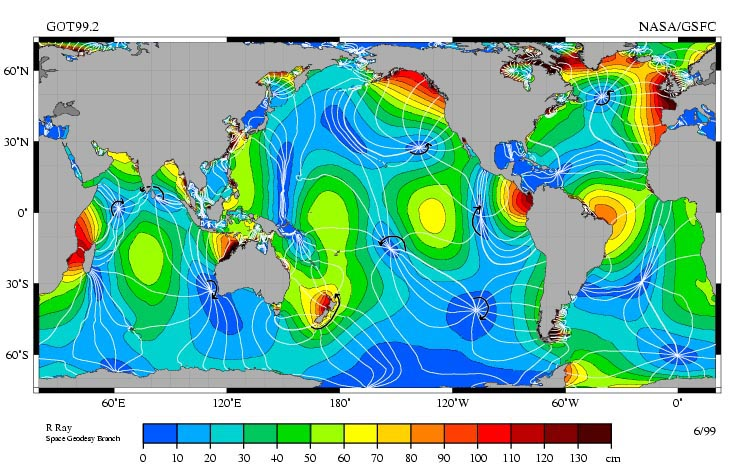
Gezeiten als in den Weltmeeren umlaufende Wellen:
Die Amplitude der Pegelschwankungen ist farbkodiert. Es gibt mehrere Knotenpunkte (Amphidromie) verschwindender Amplitude, um die die Wellen herumlaufen. Linien gleicher Phase (weiß) umgeben die Knotenpunkte büschelförmig. Die Wellenausbreitung erfolgt senkrecht zu diesen Linien. Die Richtung ist durch Pfeile angedeutet.

Nach dem Ansatz von George Biddell Airy, der von Henri Poincaré, Joseph Proudman und Arthur Doodson weiterentwickelt wurde, entstehen die Gezeiten im Wesentlichen durch die horizontale Komponente der Gezeitenbeschleunigung vor allem im tiefen Ozean. Obwohl die Strömungen die gesamte Tiefe umfassen, handelt es sich um Flachwasserwellen, denn die Wellenlänge ist wesentlich größer als die Wassertiefe. Dann wird die Ausbreitungsgeschwindigkeit der Wellen nur von der Wassertiefe bestimmt. Ihre Periodendauer ist durch die der Gezeitenkräfte festgelegt. Ausbreitungsgeschwindigkeit und Periodendauer ergeben zusammen einen typischen Knotenabstand von etwa 5000 Kilometern in stehenden Wellen in den Ozeanen, siehe Bild. In den Knoten ist die Amplitude des Pegels gering, die Strömungsgeschwindigkeit groß. Als Folge der Corioliskraft entstehen kreisende bis elliptische Bewegungen um die Knotenpunkte (Amphidromie). In den Schelfmeeren ist die Wellenlänge wegen der geringeren Wassertiefe kürzer. So gibt es in der relativ zu den Ozeanen kleinen Nordsee allein drei Amphidromiepunkte.

### Ebbe und Flut an den Küsten der Ozeane
Die Amplituden der Gezeitenwellen sind wegen der geringeren Wassertiefe der Schelfe vor den Küsten deutlich höher als in den sonst tiefen Ozeanen. Die geringere Wassertiefe bedeutet geringere Ausbreitungsgeschwindigkeit der Wellen, was zum Anstieg der Wasserpegel führt. In Buchten und Mündungstrichtern von Flüssen verursacht die Querschnittsverringerung ein weiteres Abbremsen und Erhöhung der Wellenamplitude. Besonders großer Tidenhub tritt immer an solchen Stellen auf. Oftmals kommen rein topographisch begünstigte Resonanzüberhöhungen hinzu wie in der Fundy-Bucht, in der es den weltweit höchsten Tidenhub gibt. Sie ist gerade so lang, dass sich die rücklaufende Welle außerhalb der Bucht zu einem dort gerade angekommenen erneuten Wasserberg addiert.
An steilen Küsten mit großer Wassertiefe ist der Tidenhub klein, weil die Wellenausbreitung im Gegensatz zu einer Küste mit vorgelagerten Inseln nicht verlangsamt wird.

### Zeitabhängigkeiten
„Die Ursache der Gezeiten ist eine astronomische, die Reaktion der Meere darauf hingegen ist eine geographische.“

Die Gezeiten sind einer größeren Zahl individueller Zeitabhängigkeiten unterworfen, die im Wesentlichen astronomische Ursachen haben. Die Ortsabhängigkeit ist wegen der vielfältigen Form der Küste und des vorgelagerten Meeresbodens zwar groß, ist aber mit Hilfe weniger, prinzipiell beschreibbarer topographischer Parameter erklärbar. Dennoch werden Tidenvoraussagen im Allgemeinen nicht für größere Küstenabschnitte erstellt, sondern in der Regel nur für einen Ort, z. B. einen Hafen.
Die scheinbare Umlaufzeit des Mondes und die Periode der Mondphasen sind mit etwa 24 Stunden und 53 Minuten bzw. mit etwa 29½ Tagen Mittelwerte aus sowohl kurzfristig als auch aus längerfristig deutlich veränderlichen Werten. Durch harmonische Analyse der tatsächlichen Tiden-Verläufe wurden zusätzliche kleine Anteile mit anderer Periodendauer getrennt sichtbar gemacht. Der spätere Lord Kelvin baute bereits 1872/76 eine erste Gezeitenrechenmaschine, mit deren Hilfe schon zehn unterschiedliche Schwingungsvorgänge zur Simulation des längerfristigen Verlaufs der Tiden in der Themse zusammengesetzt wurden (harmonische Synthese). Heutige Gezeitenrechnungen setzen etwa hundert Teilschwingungen zusammen, deren astronomischer Hintergrund meist, aber nicht immer, bekannt ist.

#### Kurzzeitige Effekte: etwa ½ Tag
Wegen der zur Erd- und zur Mondbahn nicht senkrechten Erdachse haben zwei aufeinanderfolgende Gezeiten an einem Ort abseits des Äquators nicht den gleichen Tidenhub. Zu den Hochwasserzeiten befindet sich der Ort an Stellen, an denen die Gezeitenkräfte nicht gleich groß sind.

#### Mittelzeitige Effekte: etwa ½ Monat und ½ Jahr
Wegen des Wechsels der Mondlage relativ zur Sonne (Mondphasen) schwankt die Resultierende aus den von Mond und Sonne verursachten Gezeitenkräften, was zur etwa halbmonatlichen Periode der Tidenamplitude führt: Spring- und Nipptiden.
Beim Anstieg des Tidenhubs von Tag zu Tag bis hin zur Springtide folgen sich die Fluten in geringeren Zeitabständen als beim Abstieg zur Nipptide. Die in den Ozeanen entstandenen Pegelwechsel kommen als höhere Wellen über den Schelfen schneller voran als die weniger hohen.
Im halbjährigen Rhythmus der Tagundnachtgleichen stehen die Sonne und annähernd auch der Mond senkrecht zur Erdachse. Die Gezeitenkräfte haben über die Erde als Ganzes gesehen dann die größte Wirkung.

#### Langzeitige Effekte: etwa 4½ und 9¼ Jahre
Die etwa elliptische Mondbahn dreht sich in ihrer Ebene in etwa 8,65 Jahren einmal um 360°. An einer bestimmten Bahnstelle bei gleicher Lage der Bahn befindet sich ein Voll- oder Neumond nach etwa 4½ Jahren wieder und hat denselben Abstand von der Erde. Die Wirkung des unterschiedlichen Abstandes auf den Gezeitenhub ist gering, aber als Effekt mit etwa 4½-jähriger Periode in langzeitigen Vergleichen – zum Beispiel der bereits extremen Springtiden an oder zeitnah bei den Tagundnachtgleichen – erkennbar.
Die Mondbahn um die Erde und die Erdbahn um die Sonne schneiden einander unter einem Winkel von etwa 5°. Die Schnittlinie (Knotenlinie) dreht sich in etwa 18,6 Jahren einmal um 360°. Wenn sich der Mond in einem der beiden Knoten befindet, gleichzeitig Voll- oder Neumond ist und Springtiden stattfinden, so ist der Tidenhub in diesem Rhythmus von etwa 9¼ Jahren nochmals geringfügig höher. Dieser Rhythmus wird Nodaltide genannt. Während des Maximums der Nodaltide fällt die Richtung der Gezeitenkräfte von Mond und Sonne während einer Springtide besonders genau zusammen.

## Gezeitenrechnungen
Mit Gezeitenrechnungen werden Vorhersagen über den zeitlichen Verlauf der Tiden und die Höhen von Hoch- und Niedrigwasser erstellt. Sie sind vorwiegend für die küstennahe Schifffahrt, die bei zu geringer Wassertiefe Einschränkungen unterliegt, von Bedeutung. Die Gezeitenströmung kann die Schifffahrt beschleunigen oder verlangsamen. Von besonderer Bedeutung ist die Vorhersage des Zeitpunktes, an dem sie ihre Richtung ändert (Kenterpunkt). Für die Schifffahrt in Flussmündungen sind Voraussagen über die Gezeitenwelle, die bei Flut stromaufwärts läuft, von besonderer Bedeutung.

## Einfachste Gezeitenrechnung
Eine einfache Berechnung des zeitlichen Abstandes zweier Gezeiten gelingt mit der Annahme einer kreisförmigen Bewegung des Mondes um die Erde und unter Vernachlässigung des gravitativen Einflusses von Sonne und den anderen Planeten. Zwei Zeiten sind dafür entscheidend: der mittlere siderische Tag TErde = 23:56:4,0989 [hh:mm:s,f] = 23,93447 Stunden und der siderische Monat TMond = 27,322 Tage. Die Winkelgeschwindigkeiten ω der Erdeigenrotation ωErde und der Mondrotation um die Erde ωMond betragen 2π/TErde bzw. 2π/TMond. Zeiten tk mit übereinstimmender Phase (die Phase ist periodisch mit 2π) erhält man aus der folgenden Gleichung:
{\displaystyle 2\pi /T_{Erde}*t_{k}=2\pi /T_{Mond}*t_{k}\pm 2\pi *k} mit k = 0,±1,± 2,±3.. und daraus dann
{\displaystyle t_{k}=\pm k/(1/T_{Erde}-1/T_{Mond})}.
Für die erste Übereinstimmung der Phasen mit k = 1 erhält man gerundet {\displaystyle t_{k=1}=1/(1/23,93447[h]-1/653,9376[h])=24,84376..[h]=24:50:37[hh:mm:ss]} mit h als Symbol für die Stunde, m und s für Minute und Sekunde.
Während dieser Zeit durchlaufen die Gezeitenkräfte des Mondes an jedem Ort der Erde zwei (fast gleich hohe) Maxima. Ihr zeitlicher Abstand ist genau die Hälfte, 12:25 [hh:mm].

## Küstenphänomene

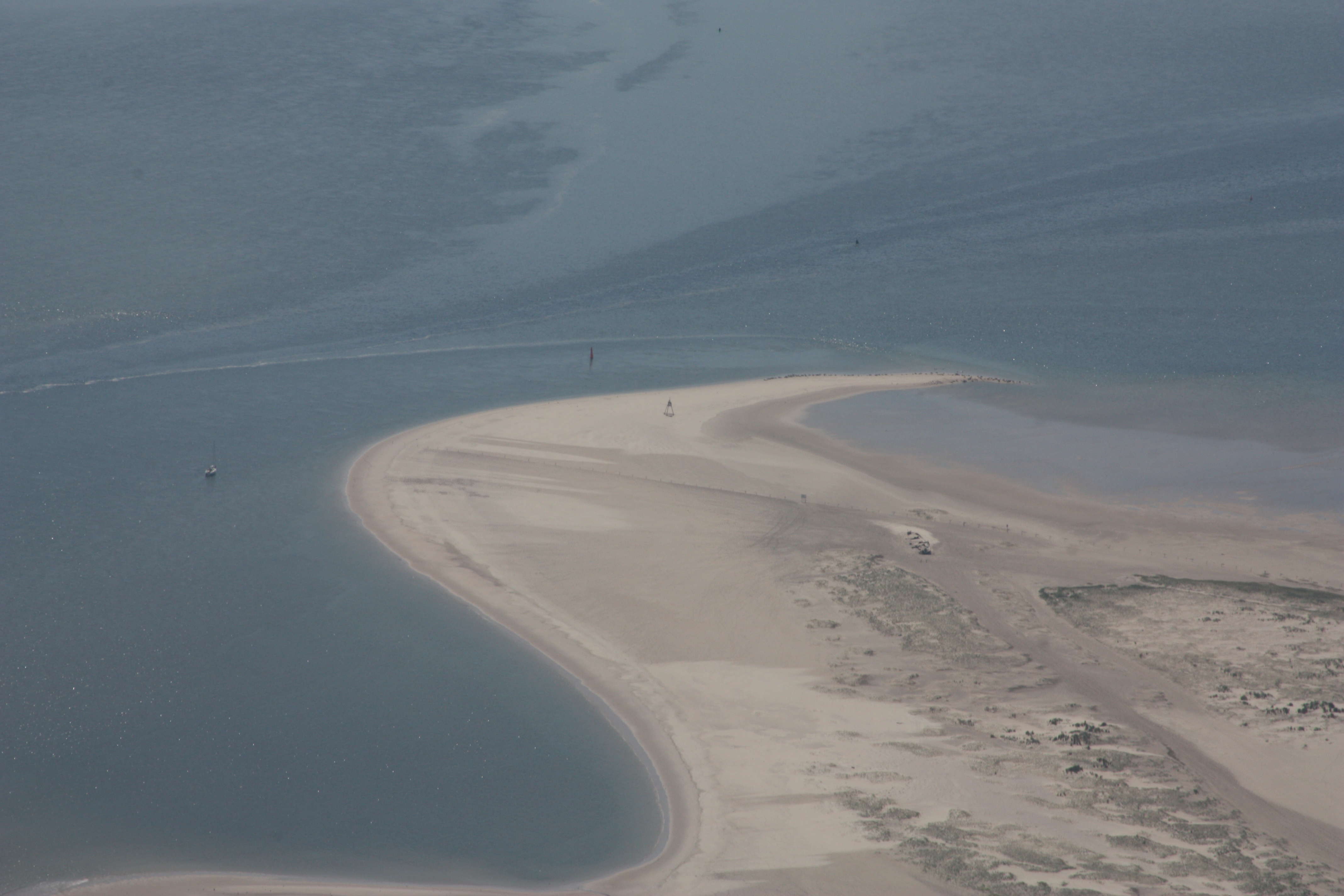
Durch Gezeitenbewegungen typisches östliches Inselende am Beispiel von Norderney

In Küstennähe sind die Gezeiten erheblich durch die geometrische Form der Küsten beeinflusst. Das betrifft sowohl den Tidenhub als auch den Zeitpunkt von Hoch- und Niedrigwasser. Die an jedem Küstenort etwa gleich bleibende Zeitdifferenz zwischen Hochwasser und Höchststand des Mondes hängt vom Ort ab und wird als dessen Hafenzeit, Tiden- oder Hochwasserintervall bezeichnet. In der Nordsee z. B. laufen Ebbe und Flut in einer Kreiswelle herum, so dass es an den Nordseeküsten Paare von Orten gibt, wo der eine gerade Hochwasser hat, wenn am anderen Niedrigwasser ist. Der Tidenhub unterscheidet sich nicht nur zwischen verschiedenen Regionen; an vorgelagerten Inseln und Kaps ist er geringer als an der Festlandsküste, in Buchten und Flussmündungen manchmal höher als an der vorderen Küste.
Der Tidenhub ist an den Küsten der Weltmeere oft größer als auf offener See. Das Meer schwappt bei Flut gewissermaßen an die Küste. Das gilt insbesondere für trichterförmige Küstenverläufe, z. B. an Flussmündungen (Ästuaren). So beträgt der Tidenhub in der westlichen Ostsee nur etwa 30 Zentimeter, an der offenen deutschen Nordseeküste etwa ein bis zwei Meter (siehe Liste weiter unten), in den als Tidefluss bezeichneten Unterläufen von Elbe und Weser aber bis über vier Meter. Noch höher ist der Tidenhub beispielsweise bei St. Malo in Frankreich oder in der Severnmündung in Großbritannien, wo er über acht Meter erreichen kann. In der Bay of Fundy treten aufgrund einer Tideresonanz die weltweit höchsten Gezeiten mit 14 bis 21 Metern auf.
Die Zunahme der Höhe der Flutwelle an den Küsten erfolgt in etwa nach dem gleichen Prinzip wie bei einem Tsunami. In flacher werdendem Wasser verringert sich die Geschwindigkeit der Flutwelle, wodurch sie höher wird. Im Unterschied zum Tsunami ist die Gezeitenwelle aber nicht Resultat eines einzelnen Impulses, sondern wird durch die periodisch wechselnde Gezeitenkraft stets neu angeregt.
Die durch die Tide auf hoher See an den Küsten angeregten Meeresschwingungen können auch Schwingungsknoten haben, an denen gar kein Tidenhub auftritt (Amphidromie). Ebbe und Flut rotieren gewissermaßen um solche Knoten herum. Herrscht auf der einen Seite Ebbe, so herrscht auf der gegenüberliegenden Seite Flut. Dieses Phänomen findet man vor allem in Nebenmeeren, wie der Nordsee, die drei solcher Knoten aufweist (siehe Abbildung im Artikel Amphidromie).
Durch die Gezeiten werden insbesondere in Küstennähe erhebliche Energiemengen umgesetzt. Dabei kann die kinetische Energie der Strömungen oder auch die potentielle Energie mittels eines Gezeitenkraftwerks genutzt werden.

### Ausgewählte Tidenhübe rund um die Nordsee

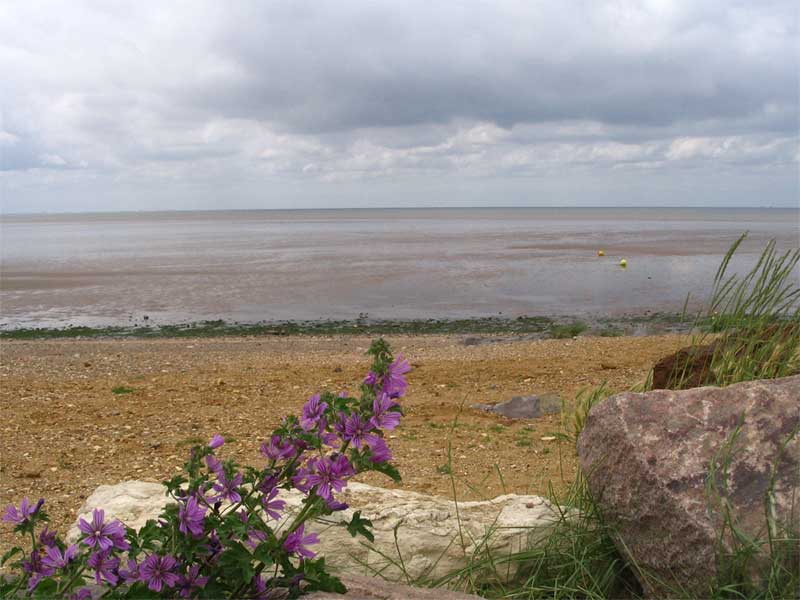
Wattflächen im Wash

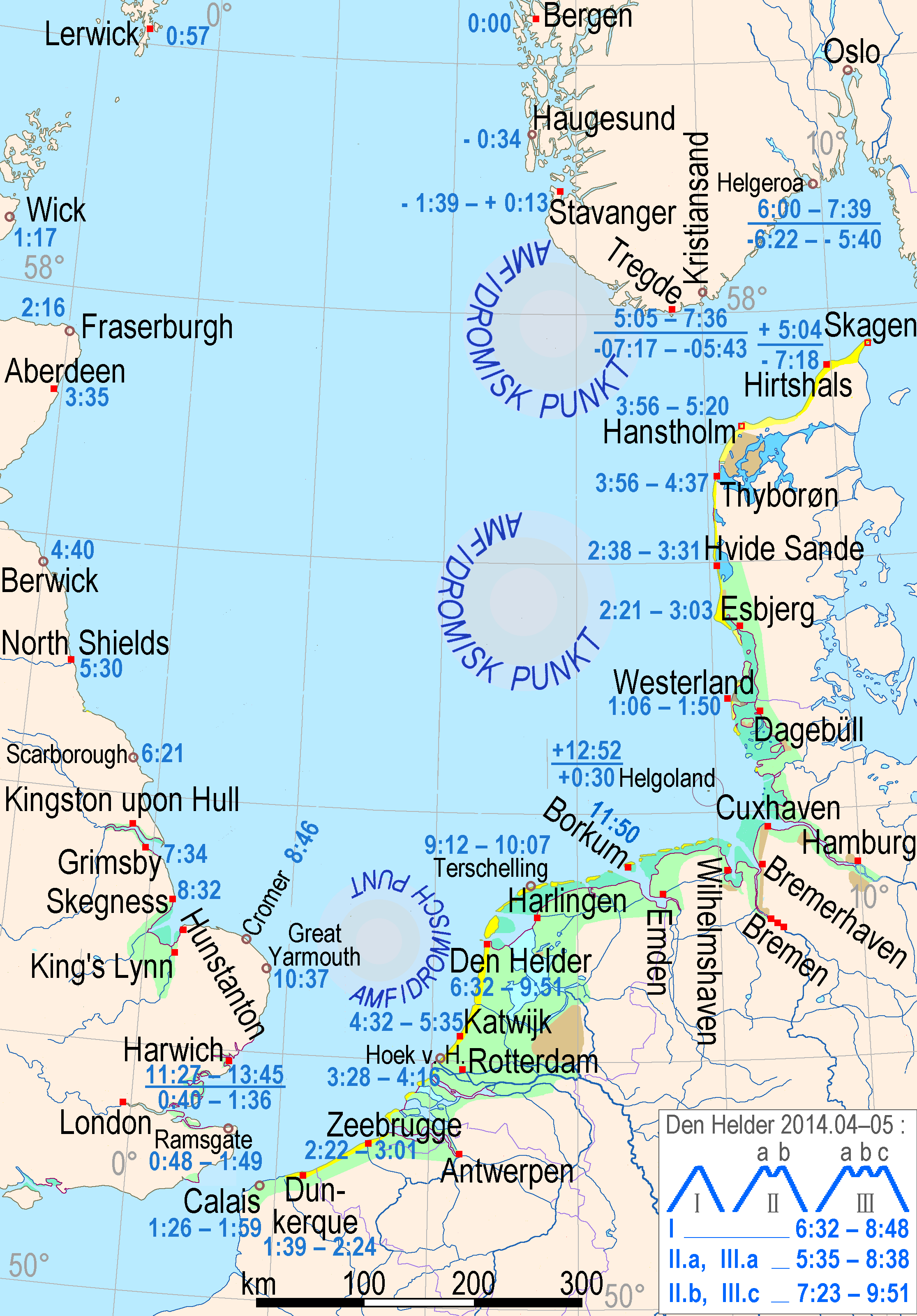
• Lokalisation der Gezeitenbeispiele
• Tidenzeiten nach Bergen (minus = vor Bergen)
• Amphidromiezentren
• Küsten:
Küstenmarschen grün
Watt blaugrün
Lagunen leuchtend blau
Dünen gelb
Seedeiche purpur
küstennahe Geest hellbraun
Küsten mit felsigem Untergrund graubraun

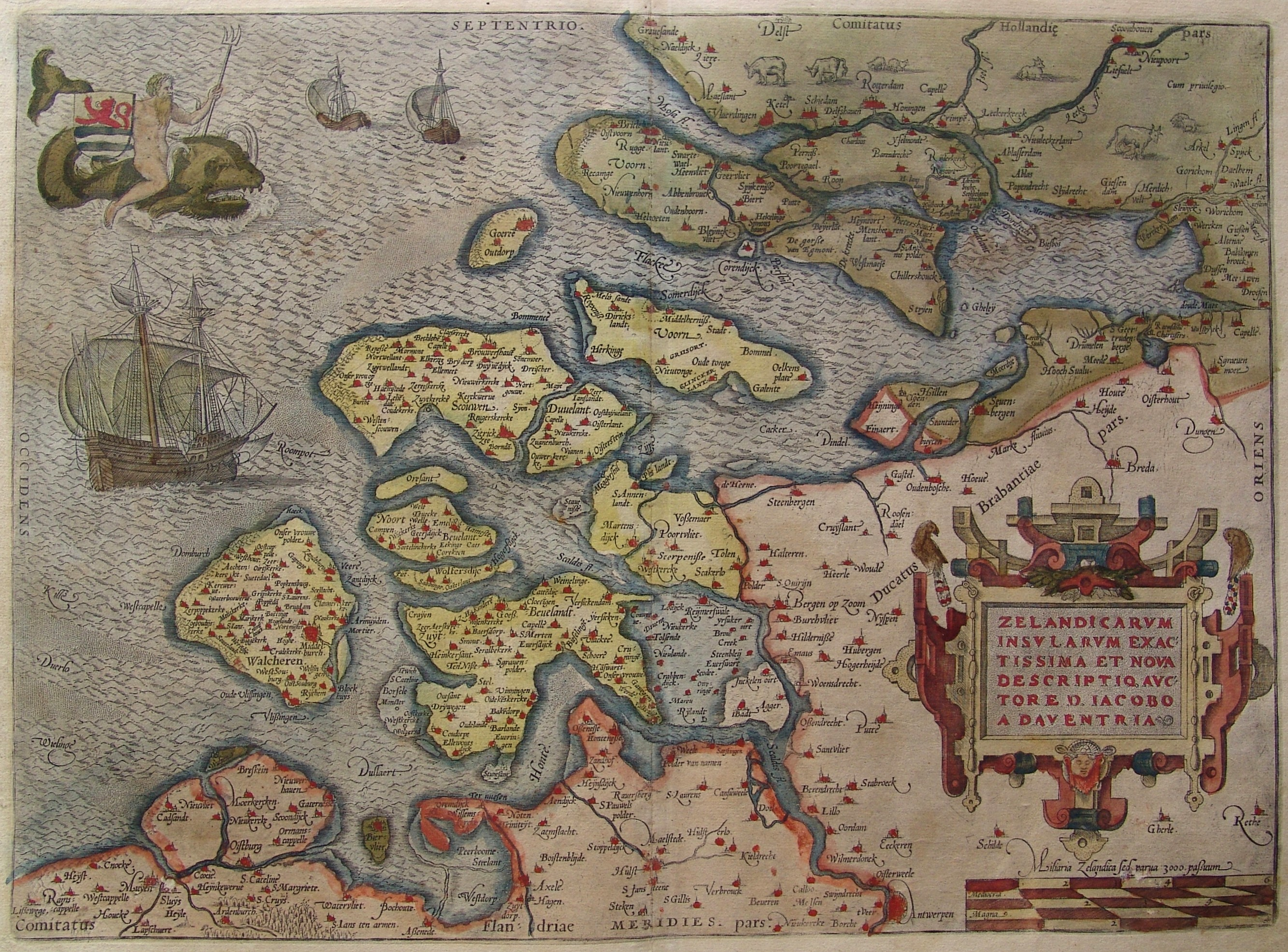
Zeeland 1580

| Tidenhub    | Tidenhub | Ort                    | Lage                                                           |
| typ.        | max.     | Ort                    | Lage                                                           |
| ----------- | -------- | ---------------------- | -------------------------------------------------------------- |
| 0,79–1,82 m | 2,39 m   | Lerwick                | Shetland-Inseln                                                |
| 2,01–3,76 m | 4,69 m   | Aberdeen               | Mündung des Dee-River in Schottland                            |
| 2,38–4,61 m | 5,65 m   | North Shields          | Mündung des Tyne-Ästuars                                       |
| 2,31–6,04 m | 8,20 m   | Kingston upon Hull     | Nordseite des Humber-Ästuars                                   |
| 1,75–4,33 m | 7,14 m   | Grimsby                | Südseite des Humber-Ästuars weiter seewärts                    |
| 1,98–6,84 m | 6,90 m   | Skegness               | Küste von Lincolnshire nördlich des Ästuars The Wash           |
| 1,92–6,47 m | 7,26 m   | King’s Lynn            | Mündung der Great Ouse in das Ästuar The Wash                  |
| 2,54–7,23 m |          | Hunstanton             | Ostecke des Ästuars The Wash                                   |
| 2,34–3,70 m | 4,47 m   | Harwich                | Küste East Anglias nördlich der Themsemündung                  |
| 4,05–6,62 m | 7,99 m   | London Bridge          | oben am Themse-Ästuar                                          |
| 2,38–6,85 m | 6,92 m   | Dunkerque (Dünkirchen) | Dünenküste östlich der Straße von Dover                        |
| 2,02–5,53 m | 5,59 m   | Zeebrugge              | Dünenküste westlich des Rhein-Maas-Schelde Deltas              |
| 3,24–4,96 m | 6,09 m   | Antwerpen              | oben im südlichsten Ästuar des Rhein-Maas-Schelde Deltas       |
| 1,48–1,90 m | 2,35 m   | Rotterdam              | Grenzbereich von Ästuardelta und klassischem Delta             |
| 1,10–2,03 m | 2,52 m   | Katwijk                | Mündung des Uitwateringskanaals des Oude Rijn in die Nordsee   |
| 1,15–1,72 m | 2,15 m   | Den Helder.            | Nordende der holländischen Dünenküste westlich des Ijsselmeers |
| 1,67–2,20 m | 2,65 m   | Harlingen              | östlich des IJsselmeers, in das der Rheinarm IJssel mündet     |
| 1,80–2,69 m | 3,54 m   | Borkum                 | Insel vor der Emsmündung                                       |
| 2,96–3,71 m | 4,38 m   | Emden-Seeschleuse      | an der Emsmündung                                              |
| 2,60–3,76 m | 4,90 m   | Wilhelmshaven          | Jadebusen                                                      |
| 2,66–4,01 m | 4,74 m   | Bremerhaven            | an der Wesermündung                                            |
| 3,59–4,62 m | 5,26 m   | Bremen-Oslebshausen    | Bremer Industrie-Seehäfen oben im Weserästuar                  |
| 3,30–4,00 m |          | Bremer Weserwehr       | künstliche Tidengrenze der Weser                               |
| 2,54–3,48 m | 4,63 m   | Cuxhaven               | an der Elbmündung                                              |
| 3,40–3,90 m | 4,63 m   | Hamburg St. Pauli      | Hamburg Landungsbrücken, oben am Elbästuar                     |
| 1,39–2,03 m | 2,74 m   | Westerland             | Insel Sylt vor der nordfriesischen Küste                       |
| 2,80–3,49 m |          | Dagebüll               | Küste des Wattenmeers in Nordfriesland                         |
| 1,10–2,10 m | 2,17 m   | Esbjerg                | Nordende der Wattenküste in Dänemark                           |
| 0,50–1,10 m |          | Hvide Sande            | dänische Dünenküste, Einfahrt zur Lagune Ringkøbing Fjord      |
| 0,30–0,50 m |          | Thyborøn               | dänische Dünenküste, Einfahrt zur Lagune Nissum Bredning       |
| 0,20–0,40 m |          | Hirtshals              | Skagerrak, gleiche Hübe wie Hanstholm und Skagen               |
| 0,14–0,30 m | 0,26 m   | Tregde                 | Skagerrak, Südnorwegen, östlich eines Amphidromiezentrums      |
| 0,25–0,60 m | 0,65 m   | Stavanger              | nördlich des Amphidromiezentrums                               |
| 0,64–1,20 m | 1,61 m   | Bergen                 |                                                                |

### Wirkung in Flüssen
Mit der Ausbaggerung von Fahrrinnen für den Schiffsverkehr reicht der hohe Tidenhub der Mündung heute in den Ästuaren weit flussaufwärts, wo er früher schon deutlich nachließ (Vgl. Elbvertiefung und Weserkorrektion). Flussaufwärts wird der Tidenbereich heutzutage vielerorts durch Wehre begrenzt, die gleichzeitig als Staustufen in den zuführenden Flüssen einen Mindestwasserstand für die Schifffahrt garantieren können (zum Beispiel Richmond Lock in der Themse), aber auch teilweise für die Nutzung der Wasserkraft geeignet sind (siehe Untersuchungen für die Themse und das bestehende Weserkraftwerk Bremen).
Die Mündung der Themse mit ihrem relativ hohen Tidenhub ist ein klassisches Beispiel, dass bei sehr starken Tidenströmen die Erosion so stark und die Sedimentation so gering ist, dass sich ein Ästuar ausbildet. Im Rhein-Maas-Schelde-Delta haben Sedimentation und Erosion jahrtausendelang zusammengewirkt. Die Sedimentation hat bewirkt, dass die einmündenden Flüsse versandeten und in neue Betten ausbrachen, wodurch eine Vielzahl von Flussmündungen entstand. Zwischen Antwerpen und Rotterdam, wo der Tidenhub groß ist, haben die gezeitenbedingten Pendelströme diese Flussmündungen zu Ästuaren aufgeweitet. An der flachen Küste östlich des holländischen Dünengürtels sind vom frühen 12. bis ins frühe 16. Jahrhundert Sturmfluten weit ins Land gedrungen und haben von der Mündung des östlichsten Rheinarms IJssel aus die Zuiderzee ausgewaschen, an der Mündung der Ems den Dollart und noch weiter östlich den Jadebusen. Zwischen diesem und dem Ästuar der Weser bestand von Anfang des 14. bis Anfang des 16. Jahrhunderts ein Weserdelta aus Ästuaren und Hochwasserrinnen, das dem Delta in Zeeland ähnelte.
Die weitreichendsten Auswirkungen haben die Gezeiten auf den Amazonas, die Flutwelle läuft auf Grund der sehr breiten Mündung und des extrem geringen Gefälles etwa 800 km ins Inland bis etwa Óbidos.

## Filmische Dokumentationen
- SWR Kindernetz: Die Gezeiten: Ebbe und Flut
- Bundesanstalt für Wasserbau: Gezeiten Entstehung und Phänomene auf YouTube
- Wie entstehen die Gezeiten? auf YouTube
- Wie entstehen Ebbe und Flut auf YouTube
- Kika: Löwenzahn: Peter sucht das Wattenmeer, ab Minute 10:00 auf YouTube
- ARD: Wissen vor acht: Ranga Yogeshwar: Wie kommt es zu Ebbe und Flut? auf YouTube
- Sendung mit der Maus: Ebbe und Flut, 1980 auf YouTube